# Jeździectwo na Letnich Igrzyskach Olimpijskich 2008
Jeździectwo na XXIX Letnich Igrzyskach Olimpijskich w Pekinie rozgrywane było od 9 do 21 sierpnia. Zawody odbyły się w Hong Kong Sports Institute.

## Konkurencje
- Ujeżdżenie
- Ujeżdżenie drużynowe
- Skoki
- Skoki drużynowe
- WKKW
- WKKW drużynowe

## Polacy
Wśród 50 sportowców startujących w ujeżdżeniu znalazł się również reprezentant Polski.
Mężczyźni
- Michał Rapcewicz

Wśród 75 sportowców startujących w WKKW znaleźli się również reprezentanci Polski.
Mężczyźni
- Paweł Spisak
- Artur Społowicz

Natomiast wśród 75 sportowców startujących w skokach nie znaleźli się reprezentanci Polski.

## Medaliści

### Ujeżdżenie

#### indywidualnie
| Lp. | Państwo           | Zawodnik              | Wynik      |
| --- | ----------------- | --------------------- | ---------- |
| 1.  | Holandia          | Anky van Grunsven     | 78.680 pkt |
| 2.  | Niemcy            | Isabell Werth         | 76.650 pkt |
| 3.  | Niemcy            | Heike Kemmer          | 74.455 pkt |
| 4.  | Stany Zjednoczone | Steffen Peters        | 74.150 pkt |
| 5.  | Holandia          | Hans Peter Minderhoud | 73.035 pkt |
| 6.  | Rosja             | Aleksandra Korelowa   | 72.625 pkt |
| 7.  | Wielka Brytania   | Emma Hindle           | 72.345 pkt |
| 8.  | Finlandia         | Kyra Kyrklund         | 71.985 pkt |

#### drużynowo
| Lp. | Państwo           | Zawodnicy                                                        | Wynik      |
| --- | ----------------- | ---------------------------------------------------------------- | ---------- |
| 1.  | Niemcy            | Heike Kemmer Nadine Capellmann Isabell Werth                     | 72.916 pkt |
| 2.  | Holandia          | Hans Peter Minderhoud Imke Schellekens-Bartels Anky van Grunsven | 71.750     |
| 3.  | Dania             | Anne van Olst Nathalie zu Sayn-Wittgenstein Andreas Helgstrand   | 68.875     |
| 4.  | Stany Zjednoczone | Courtney King Debbie McDonald Steffen Peters                     | 67.819     |
| 5.  | Szwecja           | Patrik Kittel Tinne Silfven Jan Brink                            | 67.347     |
| 6.  | Wielka Brytania   | Jane Gregory Emma Hindle Laura Bechtolsheimer                    | 66.805     |
| 7.  | Francja           | Marc Boblet Julia Chevanne Hubert Perring                        | 65.402     |
| 8.  | Australia         | Heath Ryan Hayley Beresford Kristy Oatley                        | 64.623     |

### Skoki przez przeszkody

#### indywidualnie
| Lp. | Państwo           | Zawodnik                   | Wynik       |
| --- | ----------------- | -------------------------- | ----------- |
| 1.  | Kanada            | Eric Lamaze                | 38,39 s (0) |
| 2.  | Szwecja           | Rolf-Göran Bengtsson       | 38,39 s (4) |
| 3.  | Stany Zjednoczone | Beezie Madden              | 35,25 s (0) |
| 4.  | Niemcy            | Meredith Michaels-Beerbaum | 35,37 s (0) |
| 5.  | Stany Zjednoczone | McLain Ward                | 35,39 s (4) |
| 6.  | Niemcy            | Ludger Beerbaum            | 36,16 s (4) |
| 7.  | Holandia          | Marc Houtzager             | 36,77 s (8) |
| 8.  | Holandia          | Angelique Hoorn            | 36,89 s (8) |

#### drużynowo
| Lp. | Państwo           | Zawodnicy                                                                   | Wynik       |
| --- | ----------------- | --------------------------------------------------------------------------- | ----------- |
| 1.  | Stany Zjednoczone | McLain Ward Laura Kraut Will Simpson Beezie Madden                          | 20 (115.41) |
| 2.  | Kanada            | Mac Cone Jill Henselwood Eric Lamaze Ian Millar                             | 20 (76.67)  |
| 3.  | Szwajcaria        | Christina Liebherr Pius Schwizer Niklaus Schurtenberger Steve Guerdat       | 30          |
| 4.  | Holandia          | Angelique Hoorn Marc Houtzager Vincent Voorn Gerco Schröder                 | 34          |
| 5.  | Niemcy            | Christian Ahlmann Marco Kutscher Meredith Michaels-Beerbaum Ludger Beerbaum | 34          |
| 6.  | Wielka Brytania   | Nick Skelton Tim Stockdale Ben Maher John Whitaker                          | 37          |
| 7.  | Szwecja           | Peter Eriksson Lotta Schultz Helena Lundback Rolf-Göran Bengtsson           | 38          |

### WKKW

#### indywidualnie
| Lp. | Państwo           | Zawodnik          | Wynik     |
| --- | ----------------- | ----------------- | --------- |
| 1.  | Niemcy            | Hinrich Romeike   | 54,20 pkt |
| 2.  | Stany Zjednoczone | Gina Miles        | 56,10     |
| 3.  | Wielka Brytania   | Kristina Cook     | 57,40     |
| 4.  | Australia         | Megan Jones       | 59,00     |
| 5.  | Niemcy            | Ingrid Klimke     | 59,70     |
| 6.  | Francja           | Didier Dhennin    | 59,80     |
| 7.  | Australia         | Clayton Frdericks | 61,40     |
| 8.  | Niemcy            | Andreas Dibowski  | 65,20     |
| –   | –                 | –                 | –         |
| 19. | Polska            | Paweł Spisak      | 82,70     |
| 52. | Polska            | Artur Społowicz   | 154,40    |

#### drużynowo
| Lp. | Państwo           | Zawodnicy                                                                          | Wynik      |
| --- | ----------------- | ---------------------------------------------------------------------------------- | ---------- |
| 1.  | Niemcy            | Peter Thomsen Frank Ostholt Andreas Dibowski Ingrid Klimke Hinrich Romeike         | 166,10 pkt |
| 2.  | Australia         | Shane Rose Sonja Johnson Lucinda Fredericks Clayton Frederics Megan Jones          | 171,20     |
| 3.  | Wielka Brytania   | Sharon Hunt Daisy Dick William Fox-Pitt Kristina Cook Mary King                    | 185,70     |
| 4.  | Szwecja           | Victoria Carleback Magnus Gallerdal Dag Albert Katrin Norling Linda Algotsson      | 230,50     |
| 5.  | Nowa Zelandia     | Andrew Nicholson Heelan Tompkins Mark Todd Caroline Power Jor Meyer                | 240,90     |
| 6.  | Włochy            | Fabio Magni Stefano Brecciaroli Viktoria Panizzon Susanna Bordone Roberto Rotatori | 246,60     |
| 7.  | Stany Zjednoczone | Amy Tryon Karen O’Connor Rebecca Holder Phillip Dutton Gina Miles                  | 250,00     |
| 8.  | Irlandia          | Patricia Ryan Niall Griffin Geoffrey Curran Austin O’Connor Louise Lyons           | 276,10     |